# ソラトビデオ
『ソラトビデオ』は、日本のロックバンド・スピッツの初のビデオクリップ集。規格はVHS。1995年4月26日にポリドールより発売。

## 概要
- これまで制作されたビデオクリップに、ボーナストラックとして「ドルフィン・ラヴ」のライブ映像を収録している。（ただし、デビュー曲「ヒバリのこころ」のビデオクリップは未収録。こちらは2001年6月リリースのDVD『ソラトビデオ・カスタム』に初収録となった）
- 曲と曲の間に録り下ろしの「ソラトビデオ」タイトルロゴ映像も収録。
- エンドクレジットでは3rdアルバム『惑星のかけら』収録の「リコシェ号」が流れる。
- シングル「ロビンソン」との連動キャンペーンとして、両作の初回プレス分に封入された応募はがきで、「ロビンソン」のPVのメイキングビデオが抽選でプレゼントされた。

## 収録曲
1. スパイダー
監督：井上強
2. 青い車
監督：竹内鉄郎
3. 空も飛べるはず
監督：竹内鉄郎
4. 君が思い出になる前に
監督：竹内鉄郎
5. 裸のままで
監督：竹内鉄郎
※画面が二つに分かれて左右対称になっているシーンは、このビデオのために再編集したもの。オリジナルバージョンは2001年6月発売のDVD『ソラトビデオ・カスタム』に収録。
6. ロビンソン
監督：竹内鉄郎
7. ドルフィン・ラヴ（bonus live track）
※1994年11月28日に行われた渋谷公会堂でのライブから収録。